# Гуманитарные технологии
Гуманитарные технологии (ГТ) — это совокупность технологий влияния на отдельного человека или группу людей. Их также часто называют технологиями «мягкого» влияния. ГТ имеют стратегический характер, направлены на решение задач в долгосрочной перспективе и, как правило, эксклюзивны, то есть разрабатываются под конкретный проблемный блок или проект.
Гуманитарные технологии опираются на представление о том, что человек — это сумма влияний, то есть он одновременно находится под действием культурных, информационных, психологических, гормональных и других факторов. ГТ учитывают все эти факторы и являются синергией различных гуманитарных наук. Они работают с людьми, идеями и смыслами.
Гуманитарные технологии чаще всего используются в политике («мягкая» сила, публичная дипломатия), образовании, рекламе и PR, управлении, а также для решения нестандартных задач.

## Гуманитарные технологии в политике
Гуманитарные технологии создавались в конце XIX века для использования в политике. Наибольшую популярность приобрели в XX веке, особенно сильно во время и после Второй Мировой Войны, наиболее активно использовались во время Холодной войны. Другие названия ГТ в политике: «мягкая» сила, технологии «мягкого» влияния, публичная дипломатия, «умная» сила и т. д.
Гуманитарные технологии всегда ставятся в противовес «жёсткой» силе: ультиматумам, санкциям, экономическому, политическому и военному принуждению, терроризму и т. д. Они создавались для решения политических проблем, каждый раз разрабатываясь эксклюзивно под решение конкретной нестандартной политической задачи. Также их часто использовали в противостоянии различным идеологиям.
Страной наиболее полно и продуктивно использующей гуманитарные технологии считаются Соединенные Штаты Америки. Примерами использования гуманитарных технологий в политике служат: радиостанции «Голос Америки» и «Радио Свобода», финансирование отдельными государствами определенных знаменитых писателей, поэтов, режиссеров, художников, программа студенческого обмена Фулбрайта, библиотеки USIA и т. д.
С середины XX века, гуманитарные технологии начали использовать и в других областях, чаще всего в образовании, рекламе, связях с общественностью, и т. д.
На данный момент гуманитарные технологии так же применяются для улучшения качества жизни населения и разработки бренда страны. Международное агентство «Brand Finance» Архивная копия от 26 марта 2022 на Wayback Machine ежегодно составляет рейтинг стран, наиболее эффективно использующих технологии «мягкого» влияния. Россия несколько лет подряд занимает позицию в верхней двадцатке рейтинга.
Так же во многих странах существует специальные центры, разрабатывающие гуманитарные технологии для решения конкретных задач.

## Гуманитарные технологии в образовании
Гуманитарные технологии в образовании рассматриваются как инструмент для повышения эффективности педагогической работы и как способ решения различных педагогических задач, способствующих максимальной реализации потенциала учеников и воспитанников.
Также ГТ используются как вектор инновационного развития и трансформации образования. Без развитых гуманитарных технологий все образовательные модели не могут функционировать на полную мощность, поскольку один из самых главных ресурсов современного мира — это человеческое внимание. Без использования гуманитарных технологий в образовании привлекать и удерживать внимание учащихся становится крайне сложно.
Гуманитарные технологии помогают педагогу управлять поведением ребенка, выстраивать позитивную перспективу образования, удерживать внимание и полностью отказаться от командно-авторитарного стиля работы. Поэтому часто в сфере образования гуманитарные технологии определяют как технологии повышения эффективности деятельности, что по факту не отражает сути гуманитарных технологий, однако показывает эффективность их применения в образовательной сфере.

## Гуманитарные технологии в профессиональном ориентировании
Некоторые компании и агентства путают гуманитарные технологии с различными психотехниками и предлагают в качестве продукта использования гуманитарных технологий психологические тесты по выявлению профессиональной ориентации, психологических особенностей личности и т.п. Такое использование и пониманием гуманитарных технологий некорректно.

## Гуманитарные технологии в рекламе и PR
Специалисты по рекламе и связям со общественностью часто пользуются гуманитарными технологиями для решения нестандартных коммуникационных и трансляционных задач. С помощью ГТ возможно производить, упаковывать и внедрять различные идеи и смыслы, которые позволят значительно увеличить эффективность любой рекламной или PR-кампании.
Разные специалисты по-разному видят взаимосвязь PR и гуманитарных технологий. Часть специалистов считают, что PR — это решение сложных задач с помощью гуманитарных технологий, а, например, генеральный директор ТАСС Сергей Михайлов считает, что PR — это только одна из гуманитарных технологий.
Также гуманитарные технологии активно используются в политическом пиаре.

## Гуманитарные технологии в управлении
Гуманитарные технологии используют в менеджменте для успешной реализации управленческих решений, опирающиеся на ценностный пласт сознания индивидов и групп. Наиболее яркий пример применения гуманитарных технологий в управлении — это построение корпоративной культуры как элемента управления. В этом случае корпоративную культуру организации строит не HR-специалист, а специалисты по гуманитарным технологиями.
Также отмечается консалтинговый характер гуманитарных технологий, поэтому многие организации ставят перед собой задачу — подготовить будущего специалиста к предстоящим жизненным испытаниям на основе разработанных гуманитарных технологий.

## Известные гуманитарные технологи в России
Гуманитарные технологии разрабатываются под конкретную задачу, поэтому носители гуманитарных технологий не имеют своей школы и признанной системы обучения. Их знания — это набор техник и инструментов, расположенных на границах различных наук. Эти знания передаются из уст в уста и из рук в руки. Поэтому многие специалисты, использующие гуманитарные технологии, официально называются политтехнологами, методологами, стратегическими консультантами, специалистами по связям с общественностью и т.д.
Так, гуманитарными технологами можно считать Щедровицкого Г.П., Щедровицкого П.Г., Суркова В.Ю., Переслегина С.Б. и др.
Официально специалистом по гуманитарным технологиям называет себя Островский Е.В. Архивная копия от 22 января 2021 на Wayback Machine
Островский Е.В. и Щедровицкий П.Г. определяют термин «гуманитарные технологии» как «технологии создания, изменения и обработки рамок и правил поведения людей.

## Гуманитарные технологии в России
На данный момент в Российской Федерации работают следующие центры, использующие гуманитарные технологии:
Центр тестирования и развития «Гуманитарные технологии» Архивная копия от 19 апреля 2021 на Wayback Machine на базе факультета психологии МГУ им. М.В. Ломоносова занимается профориентационной диагностики и карьерного консультирования, а также разработки инновационных технологий оценки и развития компетенций детей и молодёжи.
Северо-Восточный федеральный университет имени М.К. Аммосова кафедра «Социально-гуманитарные технологии» ведёт подготовку по специальностям связанным с использованием гуманитарных технологий.
Центр Гуманитарных Технологий Архивная копия от 26 апреля 2021 на Wayback Machine в Санкт-Петербурге, занимается разработкой, развитием и продажей идей, а также решением нестандартных задач.

## Критика гуманитарных технологий
Гуманитарные технологии часто называют манипулированием. Однако, основная сфера применения ГТ — решение нестандартных задач, развитие идей, проработка, упаковка и внедрение смыслов, а также влияние через идеи и смыслы для получение стратегического результата в долгосрочной перспективе. В отличие от жёсткого манипулирования, ультиматумов и психологического давления, гуманитарные технологии «не принуждают, а влюбляют» (Саймон Анхольт «Бренд Америка»). Кроме того, манипулирование преследует краткосрочные цели и принуждает человека к действиям против его воли, а также работает с использованием эмоциональных психотекних, а не со смыслами и идеями.
ГТ критикуются за то, что они используют человека как инструмент. Это не совсем так. Гуманитарные технологии рассматривают человека в «среде его обитания», а также учитывают необходимое и достаточное для решения конкретной нестандартной задачи количество факторов, влияющих на мышление, поведение, желания и цели конкретного человека или группы людей. Такое рассмотрение человека позволят утверждать, что гуманитарные технологии — это технологии, ориентированные на развитие человеческой личности и на создание для этого соответствующих условий. Другими словами, «это способы совершенствования моральных и этических норм, способы развития интеллектуального потенциала и физического состояния человека».